# Конопа білогорла
Коно́па білогорла (Conopias albovittatus) — вид горобцеподібних птахів родини тиранових (Tyrannidae). Мешкає в Центральній і Південній Америці.

## Опис
Довжина птаха становить 16 см, вага 24 г. Голова чорна, на тімені золотисто-жовта пляма, над очима широкі білі "брови", що з'єднуються на потилиці, горло біле. Спина оливково-коричнева, крила і хвіст чорнувато-коричневі з жовтуватими краями. Нижня частина тіла яскраво-жовта. Дзьоб і лапи чорні.

## Підвиди
Виділяють два підвиди:
- C. a. distinctus (Ridgway, 1908) — від східного Гондурасу до західної Панами;
- C. a. albovittatus (Lawrence, 1862) — від центральної Панами до північно-західного Еквадору.

Жовтогорла конопа раніше вважалася конспецифічною з білогорлою конопою.

## Поширення і екологія
Білогорлі конопи мешкають в Гондурасі, Нікарагуа, Коста-Риці, Панамі, Колумбії і Еквадорі. Вони живуть у вологих тропічних лісах, на узліссях і галявинах, поблизу річок і струмків. Зустрічаються на висоті до 1350 м над рівнем моря.